# 소섬
소섬(2001년 1월 29일 ~ )은 대한민국의 가수다. 2021년 싱글 앨범 [식어가는 마음에]로 데뷔했다.

## 방송
- 청춘스타 (2022) - Top15(11위)

## 음반
- 제30회 유재하 음악경연대회 (2019)
- 식어가는 마음에 (2021)
- 청춘스타 Part6 (2022)
- 청춘스타 Part9 (2022)
- 청춘스타 Part11 (2022)

## 수상
- 제30회 유재하음악경연대회 대상 (2019)